# كيفن هارت (لاعب كرة قاعدة)
كيفن هارت (بالإنجليزية: Kevin Hart)‏ هو لاعب كرة قاعدة أمريكي، ولد في 29 ديسمبر 1982 في كليفلاند في الولايات المتحدة.

## وصلات خارجية
- كيفن هارت على موقع دوري كرة القاعدة الرئيسي (الإنجليزية)
- كيفن هارت على موقعبيزبول رفرنس.كوم (الدوري الرئيسي) (الإنجليزية)
- كيفن هارت على موقعبيزبول رفرنس.كوم (الدوري الثانوي) (الإنجليزية)
- كيفن هارت على موقع إي إس بي إن.كوم (أم.أل.بي) (الإنجليزية)
- كيفن هارت على موقع مشجعي الرسوم البيانية (الإنجليزية)